# Wolfsfelde

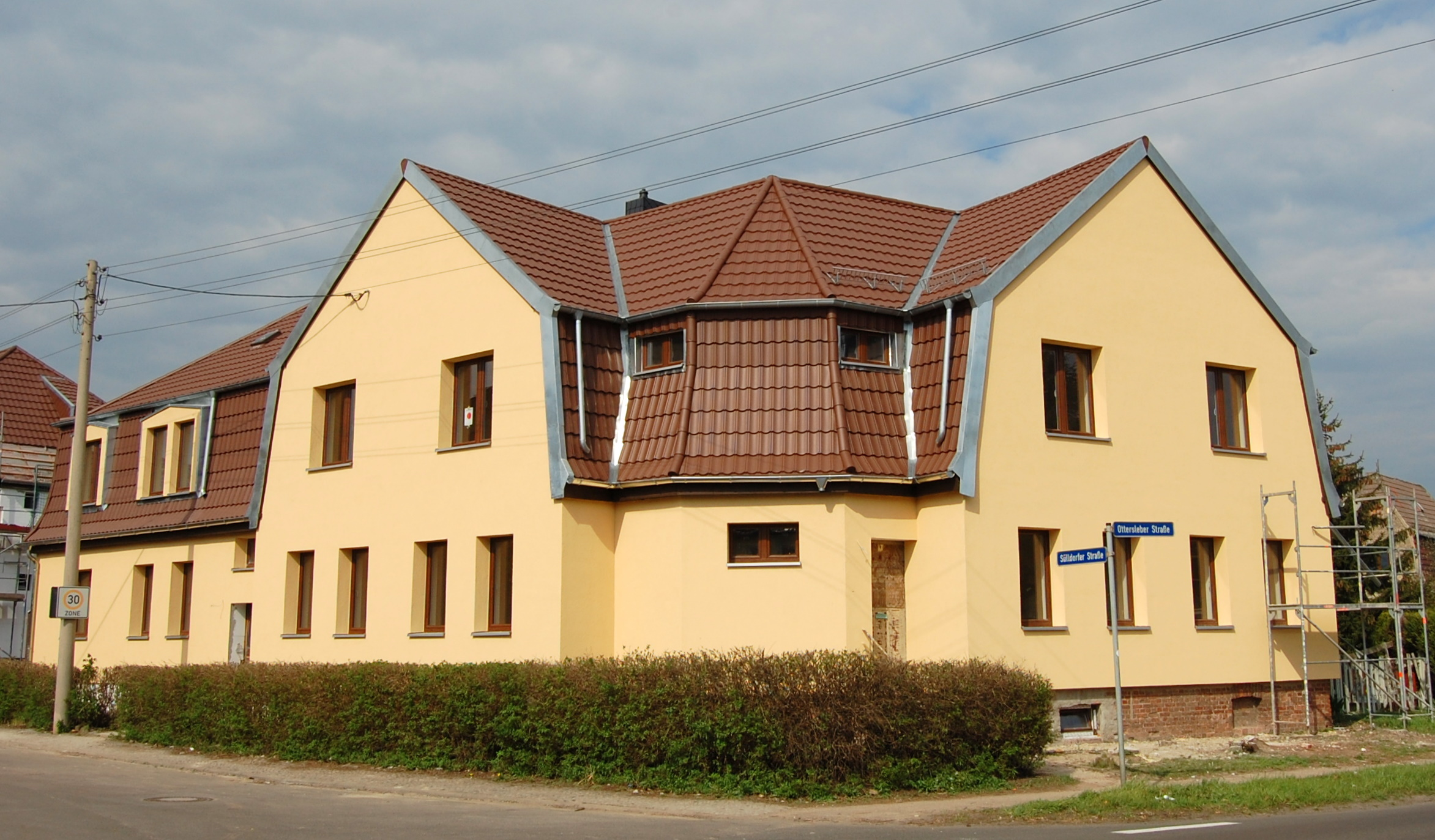
Saniertes Gebäude in Wolfsfelde, Ottersleber Straße / Ecke Sülldorfer Straße

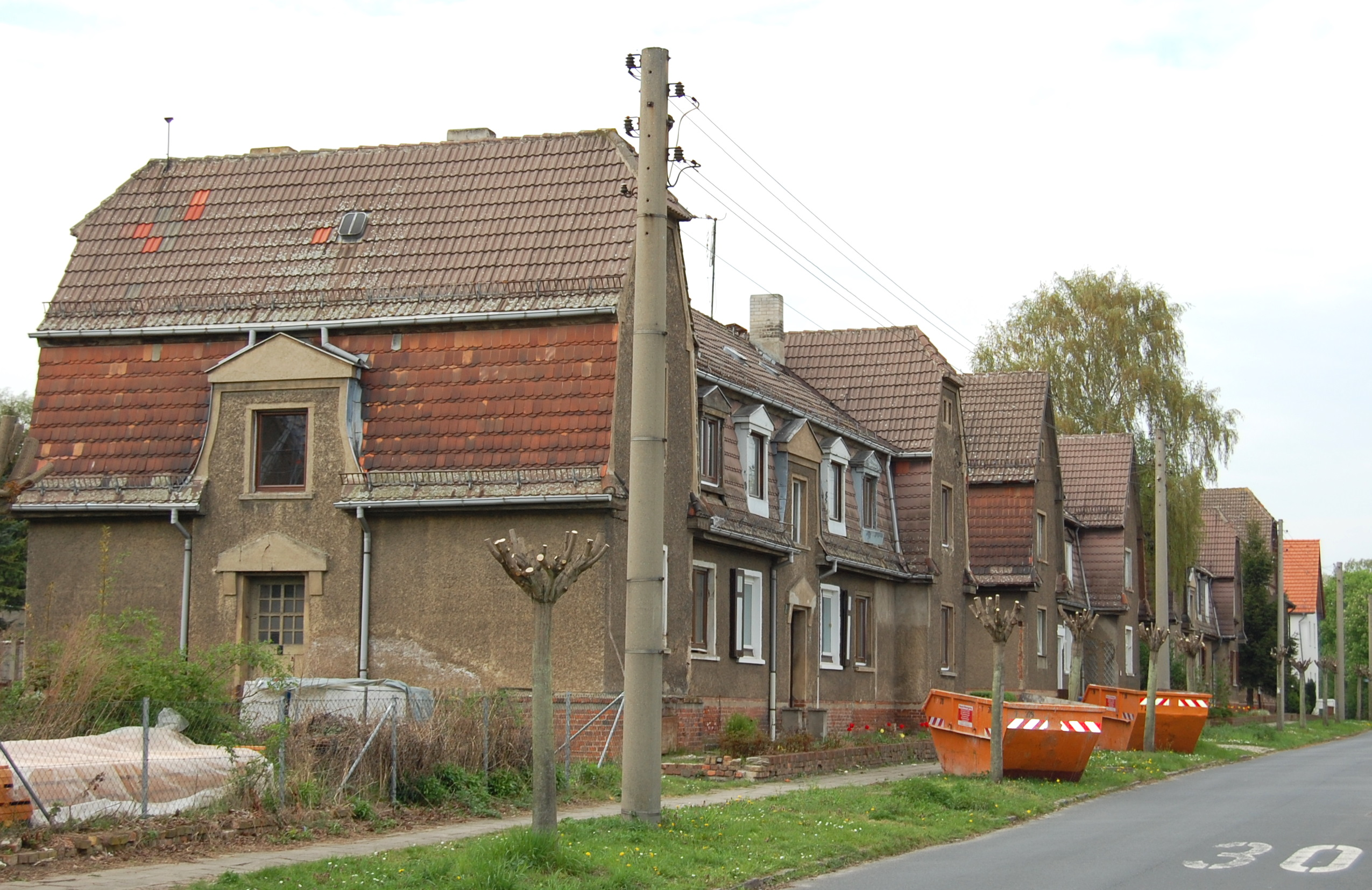
Häuser in der Beyendorfer Straße

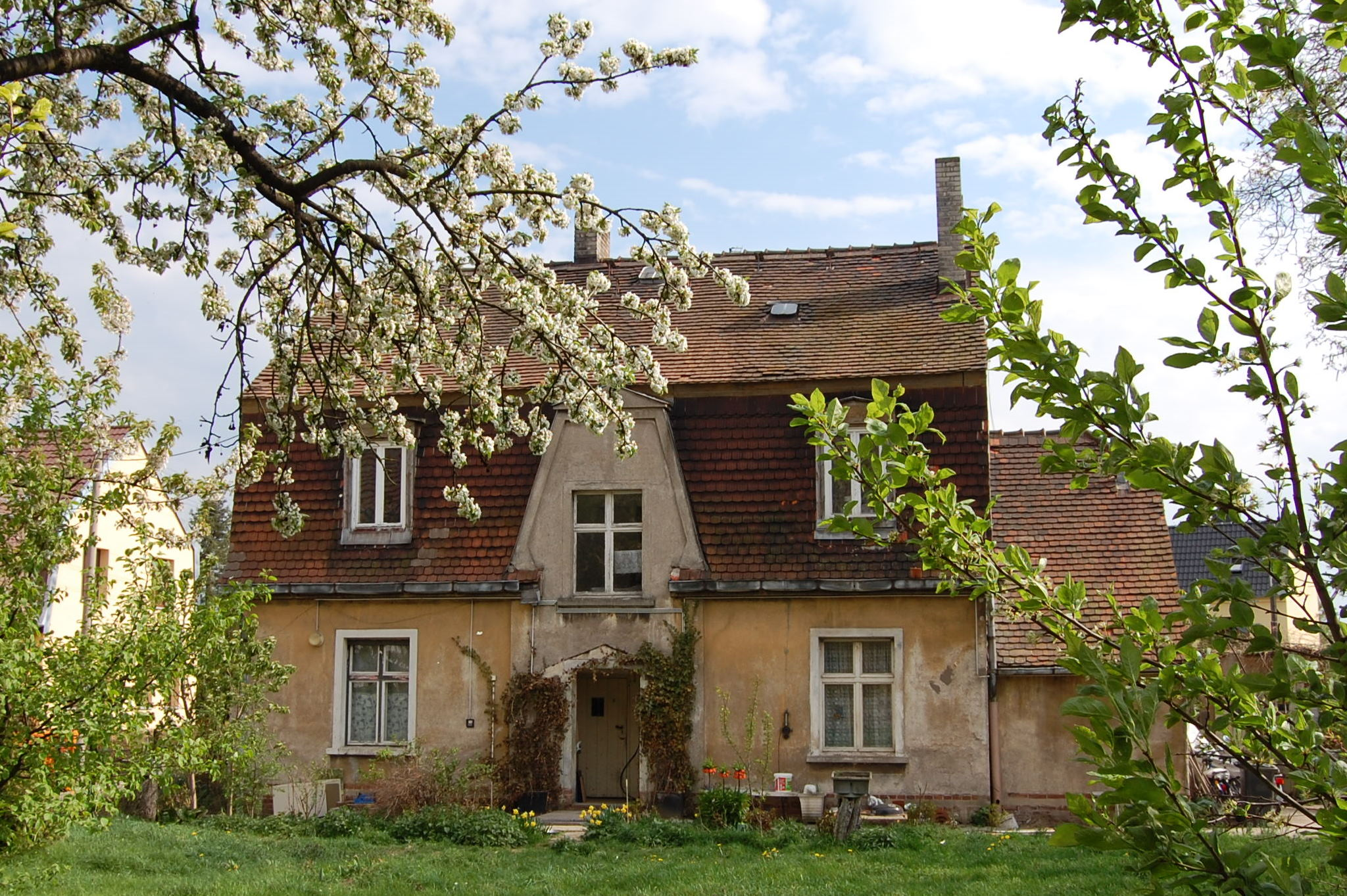
Haus in der Sülldorfer Straße

Wolfsfelde ist eine zum Magdeburger Stadtteil Salbke gehörende Siedlung.

## Lage
Die Siedlung liegt im äußersten Westen des Stadtteils an der Ottersleber und Sülldorfer Straße sowie im südlichen Teil der Beyendorfer Straße. Westlich grenzen die Stadtteile Hopfengarten und Beyendorfer Grund an. Die Grenze wird durch die Bahnstrecke Magdeburg–Thale gebildet, an der sich Wolfsfelde entlangzieht. Östlich der Siedlung liegt die gleichfalls zu Salbke gehörende Siedlung Lüttgen-Salbke. Im Süden befindet sich eine stillgelegte Bahntrasse, die die Bahnstrecke Magdeburg-Halberstadt mit dem Buckauer Rangierbahnhof verband, sowie die auf dem Spionskopf liegende Wohnsiedlung.
Wolfsfelde gehört gemeinsam mit Lüttgen-Salbke zum statistischen Bezirk Lüttgen-Salbke.

## Geschichte
Die Siedlung entstand Anfang des 20. Jahrhunderts als Wohnsiedlung für Arbeiter und Werkmeister der Maschinenfabrik Wolf, wodurch sich auch der Name der Siedlung erklärt. In der Kolonie Wolfsfelde wurden mit Hilfe von Darlehen des Arbeitgebers Geschosswohnungsbauten errichtet. Bei Wolf beschäftigte Arbeiter hatten 1907 den Arbeiterverein der R. Wolfschen Werke gegründet, dem 1912 bereits 1200 Mitglieder angehörten. Der Arbeiterverein war von der Werksleitung unabhängig, wurde jedoch von ihr unterstützt. Dieser Verein gründete unter anderem den als GmbH eingetragenen Spar- und Bauverein Wolfsfelde, der etwa 1 km westlich des Werks ein 12,5 Hektar großes Baugelände erwarb. Bis 1911 waren dort bereits neun zweistöckige Häuser mit 57 Wohnungen, einem Ladengeschäft und einem Restaurant entstanden. Der Spar- und Bauverein Wolfsfelde scheiterte jedoch finanziell. Die Siedlung wurde dann von der Maschinenfabrik Wolf gekauft und als Werksiedlung weitergeführt.
In den 1920er Jahren wurde die benachbarte Siedlung Lüttgen-Salbke in Richtung Wolfsfelde ausgebaut, wodurch Wolfsfelde seine sehr isolierte Lage verlor. Zum Ende des Zweiten Weltkriegs rückten US-amerikanische Truppen am 12. April 1945, von Ottersleben kommend, in Wolfsfelde ein und stießen in Richtung Salbke weiter nach Osten vor.
Die 1896 eingeweihte Bahnstrecke für den Güterverkehr südlich von Wolfsfelde wurde am 7. Dezember 1995 eingestellt. Im Jahr 2010 begann die Sanierung der Siedlungsgebäude.